# 완산고등학교
완산고등학교(完山高等學校)는 대한민국 전북특별자치도 전주시 삼천동3가에 있는 사립 고등학교이다.

## 학교 연혁
- 1971년 12월 27일 : 완산종합고등학교 설립인가 (학교법인 완산학원)
- 1972년 3월 1일 : 초대 임병식 교장 취임
- 1973년 9월 6일 : 완산고등학교 교명 변경
- 1975년 10월 30일 : 학급 증설 인가 (24학급)
- 1988년 7월 18일 : 초대 임종환 이사장 취임
- 1988년 7월 18일 : 학교법인 신유학원 설립인가
- 1994년 2월 22일 : 신축교사 이전
- 2006년 5월 19일 : 신축도서관 면학관 철거
- 2016년 5월 24일 : 제2대 유희연 이사장 취임
- 2024년 2월 1일 : 제50회 졸업(총 졸업 학생수 25411명)
- 2024년 2월 3일: 교복 강제화
- 2024년 3월 1일 : 제11대 진창배 교장 취임
- 2024년 12월 2일: 완산고 강제 야간 자율학습 발표

## 학교 위치
- 1972년 3월 1일 ~ 1994년 2월 21일 : 완산구 덕적골1길 60 (평화동1가)
- 1994년 2월 22일 ~ (현재) : 완산구 능안자구길 55 (삼천동3가)

## 참고 자료
- 완산고등학교 - 한국교육학술정보원 학교알리미